# Topazio (sous-marin)
Le Topazio (en français : Topaze) est un sous-marin de la classe Sirena (sous-classe de la Serie 600, en service dans la Regia Marina lancé au début des années 1930 et ayant servi pendant la Seconde Guerre mondiale.

## Caractéristiques
La classe Sirena était une version améliorée et élargie des précédents sous-marins de la classe Argonauta. La marine italienne décida de commander la construction de la série Sirena alors que la série Argonauta était encore en cours de construction. Le projet initial n’a été que légèrement retouché, quelques améliorations sont apportées et la forme de la coque dans la partie avant est modifiée avec l'adoption de la proue a squalo (requin), caractéristique de tous les sous-marins du Genio Navale Bernardis.
Des études menées par le principal ingénieur de la marine, Pericle Ferretti, ont abouti à la fabrication, dans les années trente, de l'appareil « ML », précurseur du schnorchel. Ces installations, qui auraient apporté d’importantes améliorations en matière de sécurité, d’autonomie, de rapidité et de capacité d’attaque, ont été fabriquées dans le CRDA de Monfalcone en 1934-1935 et commencé à être équipés sur les type Sirena ; cependant, lorsque l'amiral Antonio Legnani devint commandant des sous-marins de la Regia Marina en 1937, il fit enlever et démolir les « ML » car il les considéraient comme superflues.
Ils déplaçaient 691 tonnes en surface et 850 tonnes en immersion. Les sous-marins mesuraient 60,18 mètres de long, avaient une largeur de 4,66 mètres et un tirant d'eau de 4,66 mètres. Leur équipage comptait 36 officiers et hommes d'équipage.
Pour la navigation de surface, les sous-marins étaient propulsés par deux moteurs diesel Tosi de 675 chevaux (503 kW), chacun entraînant un arbre d'hélice. En immersion, chaque hélice était entraînée par un moteur électrique Marelli de 400 chevaux-vapeur (298 kW). Ces moteurs électriques étaient alimentés par une batterie d'accumulateurs au plomb composée de 104 éléments. Ils pouvaient atteindre 14 noeuds (26 km/h) en surface et 7,5 noeuds (13,9 km/h) sous l'eau. En surface, la classe Sirena avait une autonomie de 5 000 milles nautiques (9 300 km) à 8 noeuds (15 km/h). En immersion, elle avait une autonomie de 72 milles nautiques (133 km) à 4 noeuds (7,4 km/h).
Les sous-marins étaient armés de six tubes lance-torpilles de 53,3 centimètres (21 pouces), quatre à l'avant et deux à l'arrière, pour lesquels ils transportaient un total de 12 torpilles. Ils étaient également armés d'un seul canon de pont de 100 mm (3,9 in) (copie du Canon de 10 cm K10 Škoda) à l'avant de la tour de contrôle (kiosque) pour le combat en surface. L'armement anti-aérien consistait en deux ou quatre mitrailleuses Breda Model 1931 de 13,2 mm.

## Construction et mise en service
Le Topazio est construit par le chantier naval Cantieri del Quarnaro de Fiume (Rijeka) en Croatie, et mis sur cale le 26 septembre 1931. Il est lancé le 15 mai 1933 et est achevé et mis en service le 28 avril 1934. Il est commissionné le même jour dans la Regia Marina.

## Historique
Il a participé clandestinement à la guerre civile d'Espagne, sous le commandement du lieutenant de vaisseau (tenente di vascello) Giuseppe Caputi, à partir de novembre 1936 (il est l'un des premiers sous-marins italiens à prendre part à cette guerre). C'est, entre autres, le premier sous-marin sur lequel un phénomène suspect s'est produit: l'officier espagnol à bord - en l'occurrence le capitaine de corvette Fernandez Bobadilla -, en apercevant une formation de navires de guerre appartenant très probablement à la marine républicaine espagnole, ne s'est pas montré capable de reconnaître les unités, rendant ainsi l'attaque impossible. Cela fait penser, comme l'a écrit le commandant Caputi dans son rapport, "Étant des officiers de haut rang à tous égards (...) le fait de ne pas reconnaître les unités rencontrées (...) doit être une conspiration du silence délibérée et préméditée. Tout officier se trouvant à une distance de 2 000 ou 3 000 mètres reconnaîtrait avec une certitude absolue une unité de sa propre marine vue de profil". Il est crédible que les officiers espagnols essayaient d'éviter les attaques contre les unités de leur propre marine afin de les préserver pour la nouvelle marine qui allait émerger après le conflit.
Au cours d'une autre mission espagnole, le 12 février 1937, le Topazio bombarde - sous le commandement du capitaine de corvette Paolo Pesci - le port de Valence. Au cours de cette action, le canon de pont est accidentellement détruit.
En 1940, il fait partie du 62e escadron de sous-marins et est basé à Tobrouk en Libye,.
Lorsque l'Italie entre dans la Seconde Guerre mondiale, il est déjà - sous le commandement du capitaine de corvette Emilio Berengan - en mission dans le golfe de Sollum,. Il est retourné à Tobrouk le 14 juin, sans avoir trouvé aucun navire ennemi,.
Le 29 juin, il est de nouveau envoyé dans les eaux au large de Sollum et y reste jusqu'au 9 juillet, où, n'ayant signalé aucune observation, il met le cap sur Tarente, où il doit subir des travaux de maintenance,. Le 12 juillet, au cours de la navigation, il tombe sur un canot de sauvetage à la dérive et, s'approchant pour le vérifier, il découvre qu'il contient six hommes qui sont épuisés. Ils sont les seuls survivants parmi les 36 hommes du destroyer italien Espero qui ont  abandonné le navire sur cette embarcation, deux semaines auparavant,,.
Il reste ensuite sur zone jusqu'en octobre.
Le 16 octobre, il opère au nord-est de Marsa Matruh et rentre à sa base le 21,.
Le 8 novembre, il est envoyé, avec quatre autres sous-marins, à environ 90 milles nautiques (166 km) au sud/sud-est de Malte, pour contrer l'opération britannique "Coat" (avec divers objectifs, dont l'envoi de navires de guerre de Gibraltar à Alexandrie, un convoi vers Malte et la Grèce, une attaque de torpilles aériennes contre Tarente et une attaque sur des convois italiens dans le détroit d'Otrante)),,. Dans la nuit du 10 au 11, il aperçoit, à une distance de 8 000 mètres, un convoi formé de quatre navires marchands avec une puissante escorte (c'est un convoi pour Malte). Il s'approche à la vitesse maximale et à 1h33 du matin, à environ 3 000 mètres, il lance deux torpilles vers les transports, entendant ensuite de deux détonations,, Cependant, il n'y a aucune preuve de dommages (mais les sources britanniques ne font pas état de l'attaque non plus),,. Le Topazio est ensuite bombardé pendant une heure et demie avec des grenades sous-marines lancées depuis deux des navires d'escorte,,.
En 1941, le Topazio est employé à la fois dans la mer Égée et au large de l'Afrique du Nord,.
Vers neuf heures du soir, le 10 septembre 1941, il intercepte le vapeur britannique Murefte (691 tonneaux de jauge brute) au large de Beyrouth à ma position géographique de 33° 27′ N, 34° 54′ E), le mitraille et le canonise, l'immobilise, le fait abandonner par l'équipage puis le termine par trois torpilles,,.
En janvier 1942, le commandant Berengan passe le relais au lieutenant de vaisseau Bruno Zelik,. Le même mois, le sous-marin effectue une mission entre Benghazi et Alexandrie,.
Le Topazio subit ensuite une période de travaux d'entretien à Leros en Grèce, qui dure jusqu'en octobre 1942,. Pendant cette période, le commandement de l'unité passe au lieutenant de vaisseau Mario Patané,. De retour en service, le Topazio est déployé à Tarente,.
Le 27 octobre 1942, il est envoyé au sud des Baléares. Le 7 décembre, il repère un convoi qui se dirige vers Alger et attaque un destroyer avec le lancement infructueux d'une torpille,. Il rentre à la base le 9 novembre,.
En décembre, il est envoyé à une cinquantaine de milles nautiques (92 km) au sud de Malte pour intercepter la Force K britannique, qui doit prendre la mer pour attaquer les convois italiens. Le 14 décembre, à 1h27 du matin, il aperçoit la Force K - composée de trois croiseurs et de deux destroyers -, et, bien que le contre-mouvement des navires britanniques rende la réussite improbable, il tire trois torpilles sur les destroyers, qui, cependant, les esquivent par une manœuvre,,.
En mars 1943, il effectue une mission de dix jours dans le golfe de Syrte,.
Le 10 avril 1943, il se trouve à La Maddalena lorsqu'un violent raid aérien américain frappe la base (coulant les croiseurs Trieste et Gorizia). Le Topazio s'en sort indemne mais enregistre un mort et un disparu parmi l'équipage à terre.
Du 10 mai au 1er septembre, le Topazio reste en maintenance à La Maddalena, Le lieutenant de vaisseau Pier Vittorio Casarini prend le commandement du sous-marin,
Le 7 septembre 1943, dans le cadre du "Plan Zeta" pour contrer le débarquement anglo-américain désormais imminent à Salerne (Opération Avalanche), il est placé en embuscade entre le golfe de Gaète et le golfe de Paola, avec dix autres sous-marins,,.
À l'annonce de l'armistice du 8 septembre 1943 (Armistice de Cassibile), le Topazio reçoit l'ordre de plonger à 80 mètres de profondeur, de remonter à la surface à huit heures le lendemain et de rester en surface en hissant le drapeau italien et un drapeau noir sur le périscope. Il reçoit ensuite l'ordre de se diriger vers Bona, où il doit se rendre aux Alliés,
Les 9 et 10 septembre, les sous-marins qui se trouvent à proximité du Topazio -les Marea, Turchese, Diaspro - l'aperçoivent plus d'une fois, alors qu'il exécutait l'ordre reçu, mais à partir de la soirée du 10 septembre, cependant, il n'y a plus eu de nouvelles du Topazio,.
De sources anglaises, on sait alors que le 12 septembre, un avion avait attaqué un sous-marin sans aucune marque révélant son identité et ne faisant pas route vers Bona (dans cette zone, il ne pouvait y avoir que le Topazio, mais on ne sait pas pourquoi il se dirigeait avec une route différente de celle qui avait été ordonnée et avait retiré le drapeau noir, après deux jours d'ordres), le frappant d'une bombe et le coulant à la position géographique de 38° 39′ N, 9° 22′ E. Certains membres de l'équipage, malgré la rapidité du naufrage, ont pu quitter l'unité mais ils n'ont pas été secourus,,.
Il n'y a donc aucun survivant du Topazio: le commandant Casarini, 5 autres officiers et 43 sous-officiers et marins disparaissent en mer,.
Le sous-marin avait effectué un total de 41 missions de guerre, couvrant 22 016 milles nautiques (40 773 km) en surface et 3 883 milles nautiques (7 191 km) sous l'eau.